# Оберзулм
Оберзулм (њем. Obersulm) општина је у њемачкој савезној држави Баден-Виртемберг. Једно је од 46 општинских средишта округа Хајлброн. Према процјени из 2010. у општини је живјело 13.954 становника. Посједује регионалну шифру (AGS) 8125110.

## Географски и демографски подаци
Оберзулм се налази у савезној држави Баден-Виртемберг у округу Хајлброн. Општина се налази на надморској висини од 203 метра. Површина општине износи 31,1 km². У самом мјесту је, према процјени из 2010. године, живјело 13.954 становника. Просјечна густина становништва износи 449 становника/km².

## Међународна сарадња
| Мјесто    | Држава    | Врста сарадње | Од    |
| --------- | --------- | ------------- | ----- |
| Херцегкут | Мађарска  | партнерство   | 2006. |
|           | Француска | партнерство   | 1986. |
| Рорендорф | Аустрија  | партнерство   | 1985. |
| Извор     |           |               |       |